# 札幌市交通局D1010形気動車
札幌市交通局D1010形気動車（あるいは“D1010形内燃動車”）は、1959年に登場した札幌市電の路面ディーゼルカーである。

## 概要
1959年（昭和34年）6月にD1011 ~ D1013号の3両が東急車輛で製造された。日本初の路面ディーゼルカーとして登場したD1000形をベースに、細部に改良を加えた車両である。D1000形と同様に直列6気筒水冷ディーゼルエンジンを床下中央部に水平設置し、トルクコンバータを介して片側台車の2軸を駆動する物であった。
非電化で開業した鉄北線北部区間の電化に伴って廃車され、700形に車体を供出した。

## 改造
ラジエーター冷却ファンが路上のごみを吸い込むことを防ぐため、ラジエーター前面の導風ダクトを廃し、バンパー下部のスカートを大きく切り取る改造を行った。側面のスカートも大きく切り欠いた。

## 廃車・転用
1967年（昭和42年）10月に廃車され、車体は550形の電装品と組み合わされて700形701・702・704号に転用された。

## 主要諸元
- 全長：13,100mm
- 全幅：2,230mm
- 全高：3,350mm
- 自重：14.5t
- 定員：110人
- 出力：120ps
- 台車型式：東急車輛TS-107